# Interlude (Morrissey e Siouxsie)
Interlude è un singolo del cantautore britannico Morrissey e della cantante britannica Siouxsie, pubblicato l'8 agosto 1994.

## Antefatti e pubblicazione

### Realizzazione
Interlude è una cover di un brano scritto nel 1968 da Georges Delerue e Hal Shaper ed interpretato, nella versione originale, dalla cantante italoamericana Timi Yuro (nome d'arte di Rosemarie Timotea Aurro), per la colonna sonora del film omonimo, diretto da Kevin Billington.
I primi contatti tra Morrissey e Siouxsie risalgono al 1993, quando il cantante le fece arrivare un demo con alcune canzoni (di Nancy Sinatra e Dionne Warwick) per la realizzazione di un potenziale duetto. Siouxsie scelse questa ballata e Morrissey concordò, e venne quindi registrata durante le session di Vauxhall and I e prodotta dal suo chitarrista Boz Boorer. Le sessioni andarono bene e in seguito Boorer descrisse la sua collaborazione con Siouxsie come una "gioia completa".
Subito dopo la registrazione, tuttavia, i due artisti non trovarono un comune accordo in merito al contenuto del video promozionale. In definitiva, le riprese non sono mai avvenute, provocando di fatto il blocco dell'intero progetto da parte della EMI che per diversi mesi minacciò di non promuovere il singolo senza un video. Anche se era una canzone "invernale", contro ogni aspettativa, la EMI finalmente decise di pubblicarlo nell'estate del 1994.
Nonostante questo, la massima posizione in classifica del singolo (numero 25 nel Regno Unito) era coerente con gli altri piazzamenti di Siouxsie nel periodo post-1992, quando non è mai andata oltre il numero 21 nel Regno Unito con Siouxsie and the Banshees, dopo l'uscita del singolo Face to Face. Interlude si è piazzato molto più in alto del precedente singolo, Hold On to Your Friends, che si era fermato al n° 47. Interlude è stato distribuito anche in Europa attraverso la EMI. In Nord America, per l'impossibilità di un accordo tra la Sire (casa discografica statunitense di Morrissey) e la Geffen (di Siouxsie), il disco è stato disponibile solo su importazione in quantità molto limitate.
La copertina ritrae una foto di Eileen Sheekey, realizzata nel 1957 da Roger Mayne, dal titolo Girl Jiving In Southam Street. Mayne è ricordato soprattutto per i suoi lavori fotografici che documentarono la vita dei bambini londinesi di Southam Street, realizzati tra gli anni 1956 e 1961. Altre sue foto furono utilizzate sia per la copertina del singolo Roy's Keen che come sfondo scenografico per il tour di Maladjusted.
Interlude è stato poi incluso in una compilation intitolata Suedehead: The Best of Morrissey. Una versione inedita della canzone, con solo la voce di Morrissey, appare sulla sua raccolta del 2011 The Very Best of Morrissey.
Nel 2024 il singolo è stato ripubblicato su vinile dorato da 12 pollici per il Record Store Day di quell'anno, disponibile solo nel Regno Unito e in Europa.

## Accoglienza
Il singolo è stato accolto positivamente da MacKenzie Wilson di AllMusic, che considerava gli artisti di essere "uno dei più bei duetti del rock moderno". Anche la produzione del brano è stata elogiata: "Gli arrangiamenti d'archi che scorrono su Interlude sono mozzafiati, e appropriato al talento di entrambi gli artisti.

## Tracce
Testo e musica di DeLaRue, Shaper.

### UK 7" e musicassetta
1. Interlude - 3:48
2. Interlude (Extended) - 5:49

### UK 12" e CD
1. Interlude - 3:48
2. Interlude (Extended) - 5:49
3. Interlude (Instrumental) - 7:36

| Paese | Casa discografica | Formato      | Numero di catalogo |
| ----- | ----------------- | ------------ | ------------------ |
| UK    | Parlophone        | 7"           | R6365              |
| UK    | Parlophone        | 12"          | 12R6365            |
| UK    | Parlophone        | Compact disc | CDR6365            |
| UK    | Parlophone        | Cassetta     | TCR6365            |

## Formazione
- Morrissey – voce
- Siouxsie Sioux – voce
- Alain Whyte - chitarra
- Boz Boorer – chitarra
- Jonny Bridgwood – basso
- Woodie Taylor– batteria